# Why don’t you just die!
Why don’t you just die! (Originaltitel Papa, sdochni, russisch für „Papa, verrecke“, russische Schreibweise Папа, сдохни) ist eine schwarzhumorige Kriminalkomödie von Kirill Sokolow, die im April 2019 in die russischen und am 16. Januar 2020 in die deutschen Kinos kam.

## Handlung
Andrei Gennadievitch lebt mit seiner Frau Tasha in einer Moskauer Wohnung. Eines Tages erhält er unerwarteten Besuch. Der junge Matvey klingelt an der Tür, der Freund seiner Tochter Olya. Er verbirgt einen Hammer hinter seinem Rücken und ist fest entschlossen, Andrei zu töten, denn der Polizist ist nicht nur korrupt, sondern habe auch Olya als Kind sexuell missbraucht. Sie hat ihn gebeten, diesen Mord zu begehen. Um seine kriminelle Natur anzuspornen, hat sie Matvey außerdem erzählt, dass ihr Vater eine größere Menge Geld in seiner Wohnung versteckt.
Erst sitzen sich er und Andrei einige Minuten lang nervös am Esstisch gegenüber. Doch es dauert nicht lange, und die Gewalt eskaliert. Der Mordauftrag erweist sich für Matvey schwerer als gedacht, aber auch Andrei stellt fest, dass der junge Mann nicht so leicht totzukriegen ist, wie er dachte. Es kommt in der kleinen Moskauer Wohnung zu einem Blutbad.

## Produktion
Regie führte Kirill Sokolow, der auch das Drehbuch schrieb. Es handelt sich nach mehreren Kurzfilmen um sein Regiedebüt bei einem Spielfilm. Die rund 12 Minuten, in denen sich Andrei und Matvey am Esstisch gegenübersitzen und die folgende Hammerattacke dienen als Prolog und legen den Grundstein für alles Folgende. Alle paar Minuten blendet der Film in die Vergangenheit zurück, um zu zeigen, wie die Figuren erstmals aufeinander trafen und welche Motivation sie jeweils antreibt. Peter Debruge von Variety erinnert der Look an Die fabelhafte Welt der Amélie wenn Szenenbildner Viktor Zudin und die Kostümdesignerin Natalya Belousova während des Films die beiden Hauptfarben Grün und Rot nach und nach austauschen, bis am Ende praktisch alles, was einst grün war, scharlachrot erscheint. Der Filmtitel Why don’t you just die! (engl. für „Warum stirbst du nicht einfach?“) verweist auf den Umstand, dass Matvey eine viel höhere Schmerzschwelle als die meisten anderen Menschen hat, was Andreis Bemühungen, ihn zu töten, schwieriger gestaltet, als dieser glaubt.
Der Schauspieler Alexander Kusnezow übernahm die Rolle von Matvey, Evgeniya Kregzhde spielt seine Freundin Olya und Vitaliy Khaev deren Vater Andrei Gennadievitch. Elena Shevchenko übernahm die Rolle der Mutter und Ehefrau Tasha. Michael Gorevoy spielt Andreis Polizeikollegen Yevgenich, der später die Bühne betritt.
Die deutsche Synchronisation entstand nach einem Dialogbuch von Andreas Barz und der Dialogregie von Yannik Raiss im Auftrag der DMT – Digital Media Technologie GmbH, Hamburg. Nina Witt leiht in der deutschen Fassung Olya ihre Stimme.
Als Kameramann fungierte Dmitriy Ulyukaev. Die Filmmusik komponierten Vadim QP und Sergey Solovyov.
Der Film feierte am 13. August 2018 im Rahmen des russischen Vyborg Film Festivals seine Premiere und kam am 4. April 2019 in die russischen Kinos. Im September 2019 wurde er beim Fantasy Filmfest erstmals in Deutschland gezeigt und war zudem der offizielle Abschlussfilm beim HARD:LINE Film Festival in Regensburg. Ebenfalls im September wurde der Film 2019 beim Fantastic Fest in Austin gezeigt. Ein offizieller Kinostart in Deutschland erfolgte am 16. Januar 2020.

## Rezeption

### Kritiken
Der Film konnte bislang 97 Prozent aller Kritiker bei Rotten Tomatoes überzeugen und erreichte hierbei eine durchschnittliche Bewertung von 7,4 der möglichen 10 Punkte. Bei Metacritic erhielt der Film einen Metascore von 69 von 100 möglichen Punkten.

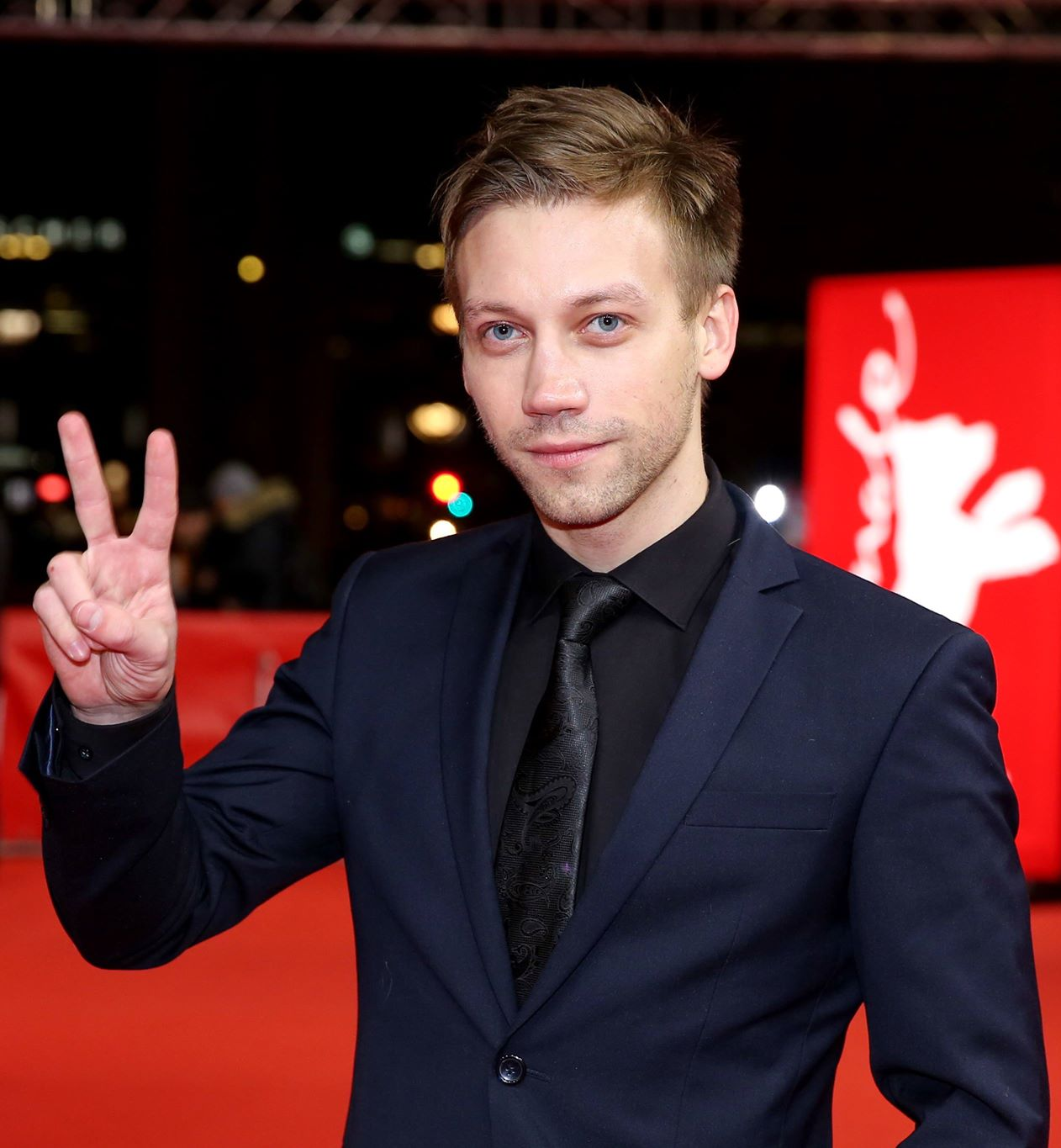
Alexander Kusnezow spielt in der Hauptrolle Matvey

Peter Debruge von Variety schreibt, weil sich Why don’t you just die! fast ausschließlich in der Moskauer Wohnung abspielt, wirke der Film wie ein ordentlich konzipiertes Kammerstück mit Anleihen einer Schwarzen Komödie wie bei Filmen der Wachowski-Geschwister wie dem Queer-Noir Bound oder Sidney Lumets Deathtrap, in dem sich ein einfaches Setup in ein unvorstellbares Durcheinander verwandelt. Why don’t you just die! gehöre auch zu dem Subgenre von Filmen wie Criminal Lovers oder The Last Seduction, in denen ein dickköpfiger Trottel versucht, seine Ritterlichkeit zu beweisen, indem er jemanden im Namen seines Geliebten tötet. Kirill Sokolow konzentriere sich jedoch nicht so sehr auf diese zugrunde liegende Motivation, sondern widmet seine Kreativität stattdessen all den Möglichkeiten, wie diese Charaktere sich gegenseitig Schaden zufügen können.
Rafael Motamayor von Flickering Myth erklärt in seiner Kritik, Sokolow bediene sich bei seinem Film ganz offensichtlich insbesondere des Action-Stils des Filmemachers Quentin Tarantino, wenn die Gewalt exponentiell und blutig eskaliert. Er beschreibt Why don’t you just die! als den bizarrsten und gewalttätigsten Film seit Jahren, wenn Matvey und Andrei nichts anderes wollen, als sich gegenseitig zu ermorden, beide jedoch einfach nicht sterben wollen. Die im Film gezeigten Schwierigkeiten, jemanden zu töten, erinnern Motamayor an The Night Comes for Us von Timo Tjahjanto aus dem Jahr 2018. Die Rückblenden in die Vergangenheit, die zeigen wie sich die beiden Protagonisten kennenlernten und sich zu Feinden entwickelten, fühlten sich jedoch eher wie Werbeunterbrechungen an als organische Ergänzungen der Geschichte. Dennoch sei es ein beeindruckender Debütfilms mit einer fantastischen und einfallsreichen Kameraführung mit einer packenden Darstellung der Gewalt wie in einem Cartoon, als habe man Itchy & Scratchy zu Leben erweckt.
Sidney Schering schreibt, was anfängt, als hätte da jemand einen brachialen, gewitzten Kurzfilm gedreht, finde dank Sokolovs Ideenreichtum immer und immer wieder eine Energiereserve. Denke man nach 15 Minuten „Ja, das war lustig, aber das wird doch jetzt nicht noch über 80 weitere Minuten tragen“, mische Sokolov die Karten neu, während er heimlich eine neue Kettenreaktion an Missgeschicken, improvisierten Fallen und bewusst halb-vorhersehbaren Waffen vorbereitet, die einige Minuten später zelebriert werden will. Gepaart mit trefflich-gewitzten Musikeinsätzen und ein paar coolen Onelinern sei Why don’t you just die! ein echtes Fest für alle Fans pointierter Gewalteskapaden und ausgeklügelter, alberner Achterbahnfahrten voller Missgeschicke und Täuschungen. Schering resümiert: „Ein idealer Film, um ihn in einer großen Gruppe und mit vielen Knabbereien zu schauen.“

### Auszeichnungen (Auswahl)
Fantasy Filmfest 2019
- Nominierung für den Fresh Blood Award (Kirill Sokolow)[13]

Grimmfest 2019
- Auszeichnung als Bester Film
- Auszeichnung für die Beste Regie (Kirill Sokolov)
- lobende Erwähnung für die Kameraarbeit
- lobende Erwähnung für die Spezialeffekte
- lobende Erwähnung beim Publikumspreis[14]

Montreal Fantasia International Film Festival 2019
- Auszeichnung als Bester Spielfilm (Kirill Sokolow)[15]

Neuchâtel International Fantastic Film Festival 2019
- Nominierung als Bester europäischer Fantasyfilm für den Méliès d’argent (Kirill Sokolow)

Sitges Film Festival 2019
- Nominierung als Bester Film in der Sektion Midnight X-Treme (Kirill Sokolow)